# 순천만 나들목
순천만 나들목(Suncheonman IC)은 전라남도 순천시 인월동에 설치된 남해고속도로의 8번 교차로(나들목)이다. 이 나들목은 영암 방면의 경우 순천시내 방향에서의 진출입만 가능하며, 순천 방면의 경우 별량면 방향에서의 진출입과 순천시내로의 진출만 가능하다. 요금소는 순천 방향 진입, 영암 방향 진출 차량들의 통행료를 징수하기 위해 설치되어 있다. 인근에 순천만이 있으며, 계획 당시 남순천 나들목이라는 가칭으로 불렸다.

## 연혁
- 2006년 10월 17일 : 나들목 신설을 위해 순천시 도시계획시설 교통광장에 순천시 인월동 일원을 남순천 나들목으로 고시[1]
- 2012년 4월 27일 : 남해고속도로 영암 ~ 순천 구간 개통에 따라 영업개시[2]

## 구조물 정보
- 위치 : 전라남도 순천시 인월동
- 영업소: 전라남도 순천시 남해고속도로 101 (인월동)

## 접속하는 도로
- 국도 제2호선 (녹색로)

## 교통량 정보
| 요금소          | 통행량 (대/일) | 통행량 (대/일) | 통행량 (대/일) | 통행량 (대/일) | 통행량 (대/일) | 통행량 (대/일) | 통행량 (대/일) | 통행량 (대/일) | 각주  |
| 요금소          | 2012년         | 2013년         | 2014년         | 2015년         | 2016년         | 2017년         | 2018년         | 2019년         | 각주  |
| --------------- | -------------- | -------------- | -------------- | -------------- | -------------- | -------------- | -------------- | -------------- | ----- |
| 순천만 (개방식) | 4,644          | 4,876          | 4,716          | 5,249          | 5,494          | 5,962          | 6,094          | 6,613          | [ 3 ] |